# Stazione di Strigno
La stazione di Strigno è una stazione ferroviaria sulla linea Valsugana Trento-Venezia a servizio della frazione di Strigno, situata nel comune di Castel Ivano (Italia): questa si trova tra le stazioni di Borgo Valsugana Est e quella dismessa di Ospedaletto.

## Strutture e impianti
Il fabbricato viaggiatori ha un aspetto tipico della abitazioni che si riscontrano in zona, ossia una costruzione alpina: questo modello si ritrova in molti altri fabbricati lungo la linea. Al suo interno è presente una sala d'attesa e una biglietteria.
I binari sono 4 anche se tre possono essere utilizzati per il servizio viaggiatori in quanto muniti di banchina: in seguito a dei lavori di ristrutturazione è stata creata un'apposita discesa per i portatori di handicap, con percorso segnaletico, i quali possono attraversare anche i binari mediante una passerella (nella stazione mancano sottopassaggi).
Non è presente alcun scalo o fabbricato per le merci.

## Movimento
Nella stazione fermano tutti i treni con destinazioni per Trento, Bassano del Grappa, Venezia e Padova, a servizio dei numerosi pendolari.
Non viene effettuato traffico merci.

## Servizi
La stazione dispone di:
- Biglietteria self-service
- Accessibilità per portatori di handicap
- Fermata autolinee
- Parcheggio di scambio
- Servizi igienici